# Kaja
För andra betydelser, se Kaja (olika betydelser).

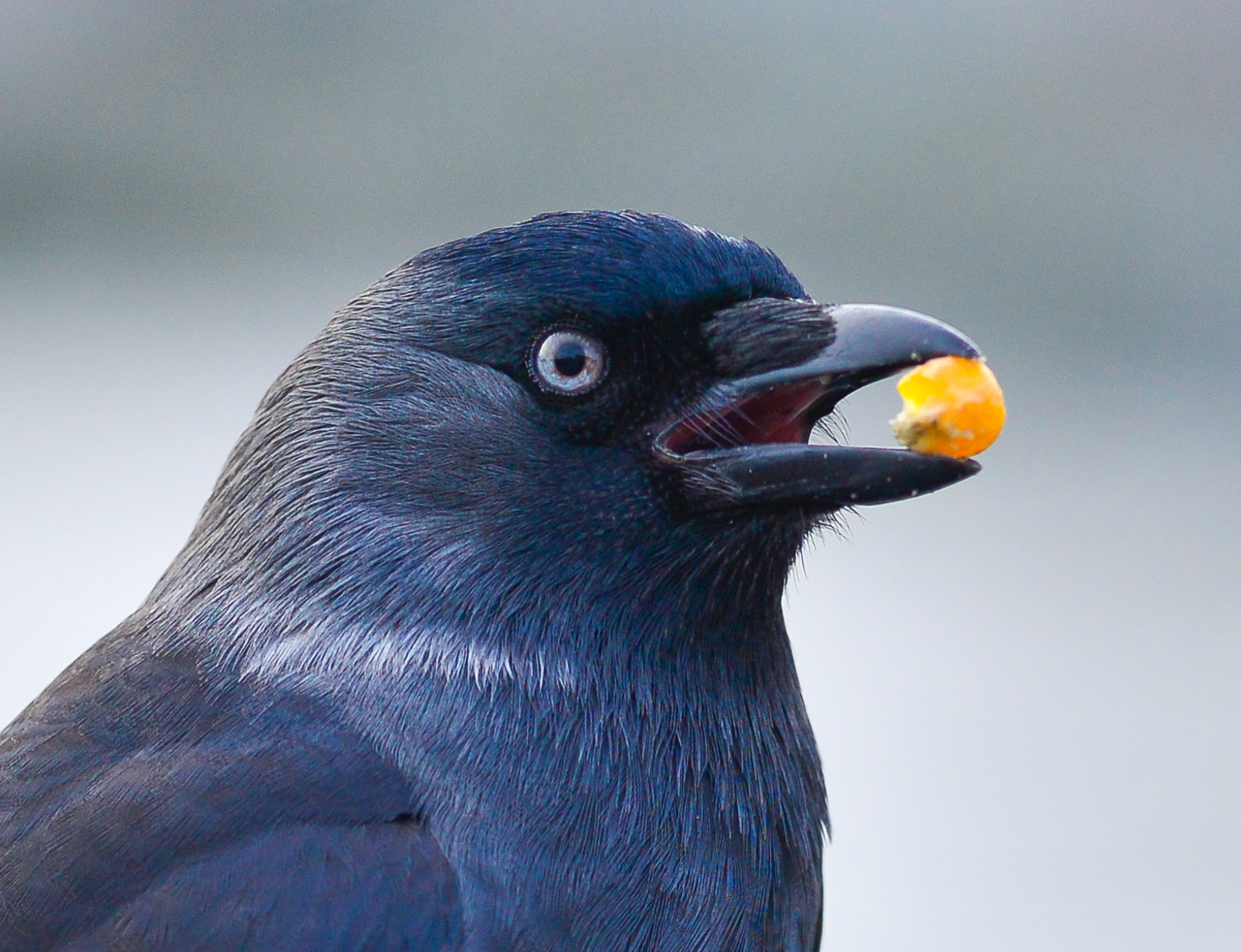
Kaja med en godsak i näbben.

Kaja (Coloeus monedula) är en fågel i familjen kråkfåglar som förekommer över Europa, västra Asien och i Nordafrika. Den är huvudsakligen en stannfågel, men en del populationer i norr och öster flyttar söderut på vintern. Fyra underarter har identifierats. De utskiljer sig framförallt i fjäderdräktens färger på huvudet och nacken. Carl von Linné var den första som beskrev denna art formellt. Han gav den namnet Corvus monedula. DNA-analys har senare visat att denna art, tillsammans med klippkaja, är en tidig förgrening i släktet Corvus och tillräckligt olika de andra för att motivera att de klassificeras som ett eget släkte, Coloeus. 
Kajan är 34–39 cm lång och har svart fjäderdräkt med grå nacke och distinkt blek-grå iris. Den är social och kommunicerar med läten. Den lever i en liten grupp med komplex social struktur, i jordbrukslandskap, öppen skog, bergsklippor vid havet och i städer. Den är en allätare som lever på det den kan få tag på, många olika sorters växtdelar och ryggradslösa djur, liksom avfall som den kan hitta i städer. Kajan bildar monogama par som bygger enkla bon av kvistar i håligheter i träd, på klipphällar eller på byggnader. Den lägger ungefär fem ägg som är blekt blåa eller blågröna, med bruna fläckar. Äggen ruvas av honan. Ungarna blir flygfärdiga fyra till fem veckor efter kläckningen.  

## Utbredning och taxonomi

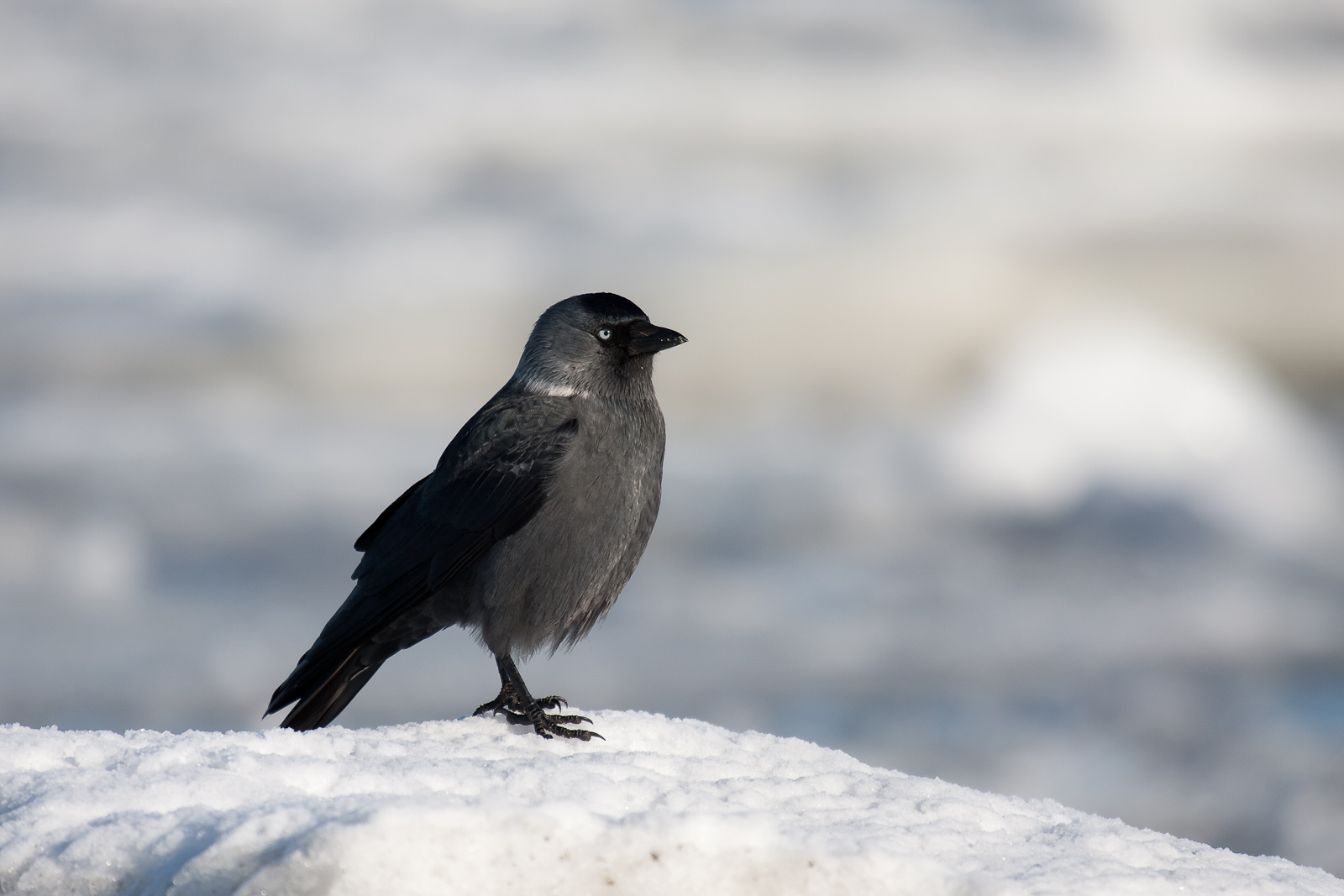
Kaja av nominatformen om vintern i Estland.

Kajan förekommer över hela Europa, i västra Nordafrika och i Asien österut till de nordvästligare delarna av Kina. Tidigare förekom den på Malta och i Tunisien men där förekommer den inte längre. 
Den delas ofta upp i fyra underarter med följande utbredning:
- skandinavisk kaja[5] Coloeus monedula monedula, nominatformen häckar i Skandinavien.
- Coloeus monedula spermologus, häckar i västra Europa, från södra Danmark söderut till södra Spanien, Italien, Ungern och Rumänien, och i Marocko och nordvästra Algeriet
- Coloeus monedula soemmerringii, häckar i Ryssland, Östeuropa, Mindre Asien, Mellanöstern, Iran, norra Afghanistan och nordvästra Himalaya i Kashmir.
- Coloeus monedula cirtensis, häckar i nordöstra Algeriet, tidigare även i nordvästra Tunisien.

Vissa delar vidare också upp den i underarterna:
- Coloeus monedula ibericus, som häckar i Spanien men som många för till C. m. spermologus.
- Coloeus monedula collaris, som häckar på Balkan och i Grekland men som många för till C. m. soemmerringii.
- Coloeus monedula pontocaspicus, häckar på Cypern, i Turkiet, norra Irak och Iran, och Turkmenistan men förs ofta till C. m. soemmerringii.
- Coloeus monedula ultracollaris, häckar i centrala Sibirien och Mongoliet men förs även den oftast till C. m. soemmerringii.

Tidigare klassificerade vissa auktoriteter kajor som häckade i Centraleuropa till den egna underarten C. m. turrium.. Denna underart kom först att inkluderas i underarten C. m. spermologus men förs idag istället till C. m. monedula.
Det är en klinal övergång från C. m. spermologus till C. m. monedula till C. m. soemmerringii.

### Släktestillhörighet
Tillsammans med den närbesläktade klippkajan (Coloeus dauricus) som lever i östra Asien bildar kajan släktet Coloeus. Länge placerades den i Corvus, men DNA-analys har senare visat att den tillsammans med klippkaja utgör en tidig förgrening i släktet Corvus och tillräckligt olika de andra för att motivera att de klassificeras som ett eget släkte.

### Förekomst i Sverige
Kajan förekommer i södra och mellersta Sverige samt utmed Norrlandskusten till Norrbotten, lokalt även i Norrlands inland. En del kajor stannar kvar i Sverige på vintern, inte bara i Skåne utan också i Uppland. Andra flyttar till sydligare länder. De kajor som flyttar brukar komma tillbaka redan i mars–april. Kajan är vanlig i södra och mellersta Sverige och dess utbredning har ökat under 1900-talet.

## Utseende och läte

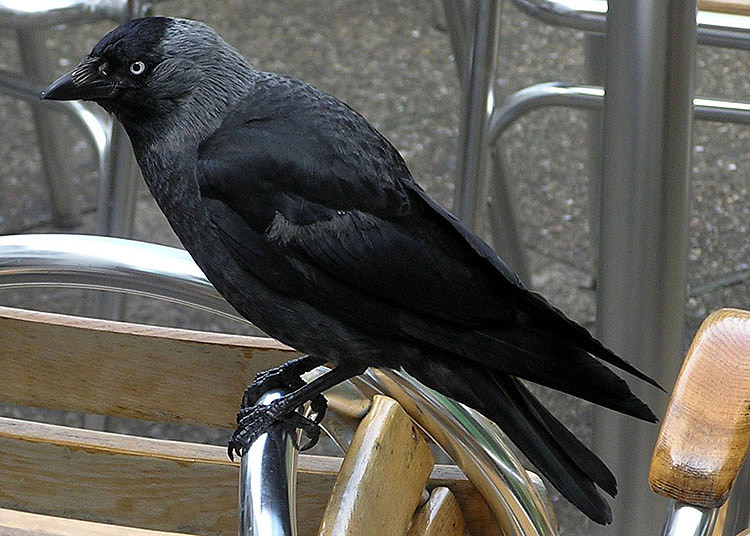
Kaja, förmodligen av underarten spermologus fotograferad i Devon, England, Storbritannien.

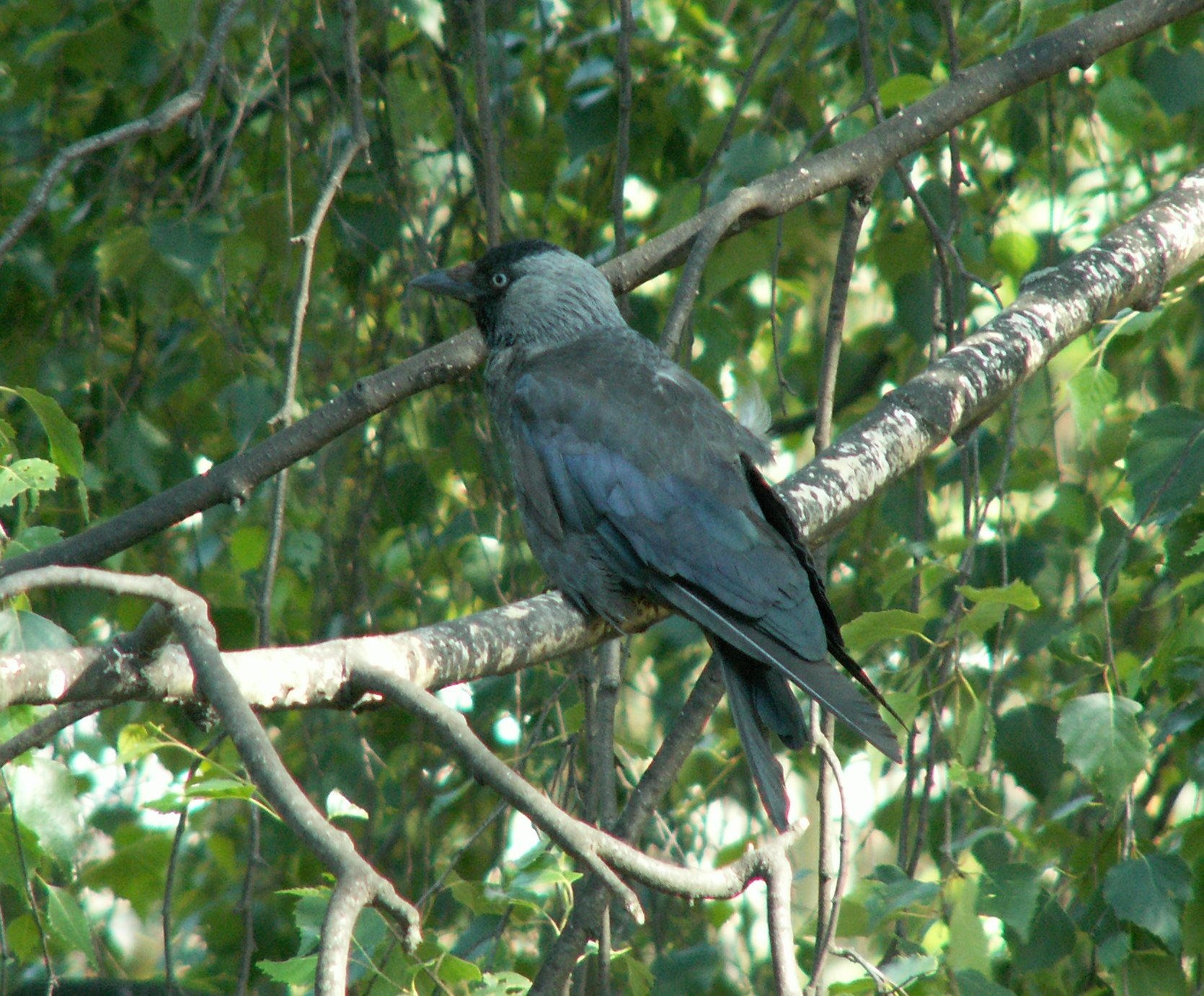
Kaja, förmodligen av underarten soemmerringii, fotograferad i Jaroslavl i Ryssland.

Honan och hanen är lika. På ovansidan av huvudet är den blåsvart. Dess rygg är svart, de undre kroppsdelarna mörkgråa, vingarna och stjärten är glänsande svarta. Ögonen är ljusa. Kroppslängden är nära 34 cm och vingspannet 64–73 cm. Den väger ungefär 240 gram. Näbben är kort och kraftig. Den adulta fågeln har en ljusblå iris medan ungfågeln har en brun. Ungfåglar har också en brunare ton på vingarna.

### Dräktskillnader mellan underarterna
Att skilja kajans underarter C. m. soemmerringii, C. m. monedula och C. m. spermologus åt är inte enkelt och det är främst adulta fåglar som låter sig identifieras i fält. Eftersom övergången mellan underarterna är klinal, finns det en rad övergångsformer som är omöjliga att identifiera i fält.
- C. m. soemmerringii har i adult dräkt, särskilt i fräsch höstdräkt, ett kraftigt vitt band i nacken och på sidan av halsen som är bredare framtill än i nacken. Den är också den kontrastrikaste av kajans underarter med en kraftig kontrast mellan de ljusgråa örontäckarna, huvudsidorna och nacken gentemot den svarta hjässan, strupen, bröstet och manteln.
- C. m. monedula har i adult dräkt ljusgråa örontäckare och nacke i kontrast till hjässan och ryggen, dock mindre kontrast än hos soemerringii. Den är ljusare undertill än de båda andra underarterna och man ser en kontrastskillnad mellan bröstet och vingpennorna. Den har även ett variabelt ljust band om halsen men inte alls så brett och kraftfullt vitt som soemerringii. Vissa individer saknar helt detta band och hos andra kan det bara vara en antydan.
- C. m. spermologus är den mörkaste underarten och dess fjäderdräkt är i jämförelse med de andra två underarterna nästan helsvart. Den saknar helt ett ljust band runt halsen. De mörkaste individerna av spermologus finner man i dess västligaste utbredningsområde, som Storbritannien, nordvästra Frankrike och Marocko medan ljusare individer av underarten återfinns i dess östliga utbredningsområde. Bland de ljusare individerna är det främst avsaknaden av kontrast mellan manteln och undersidan som skiljer den dräktmässigt från den ljusare monedula.

### Läte
Kajan är, speciellt i flockar, mycket talför och kan skränande dra omkring. Ibland ger den ifrån sig ett något klagande läte. Lockropet är ett metalliskt "jack".

## Ekologi

### Beteende

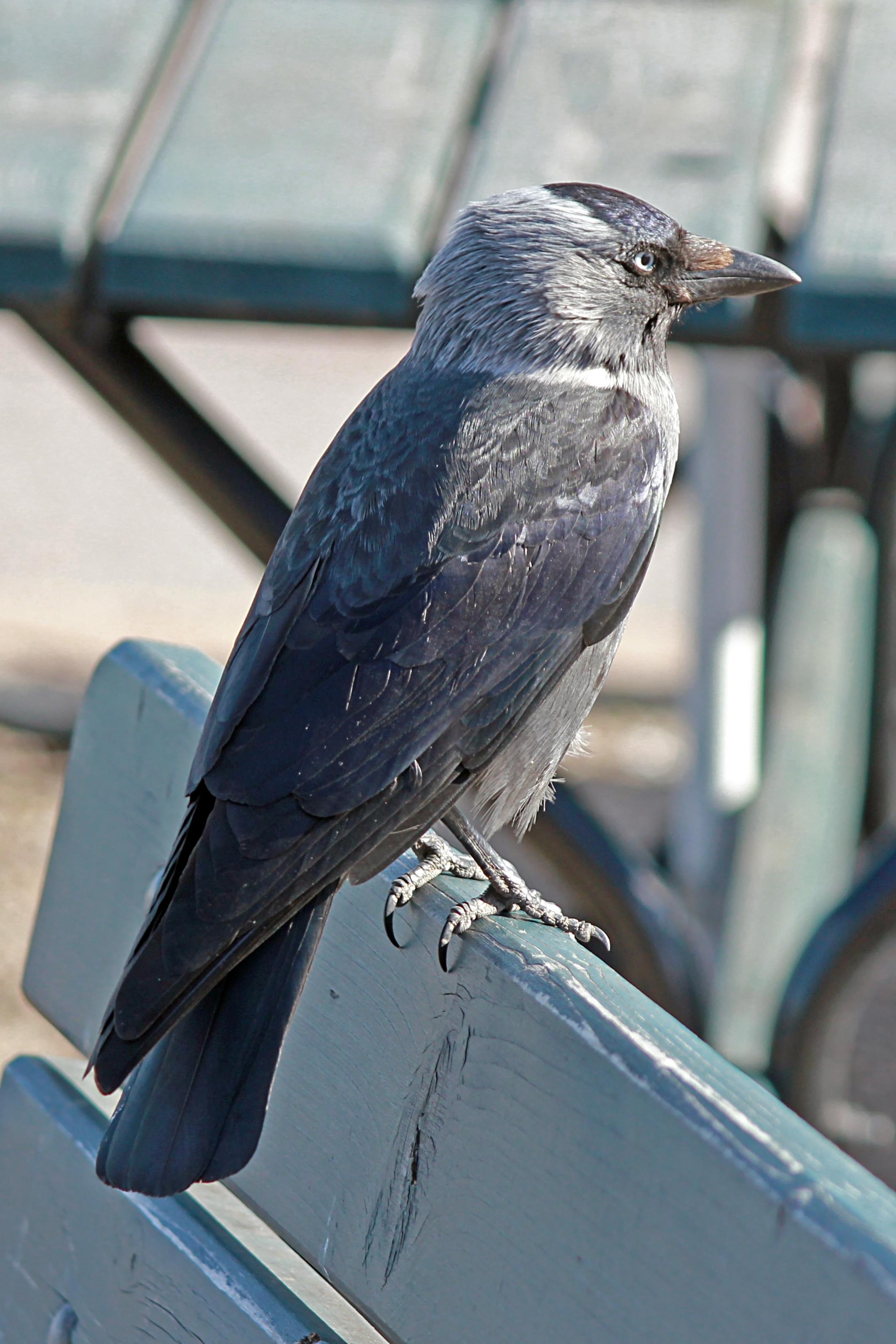
Kajor kan uppträda tämligen oskyggt och påträffas ofta i människans närhet.

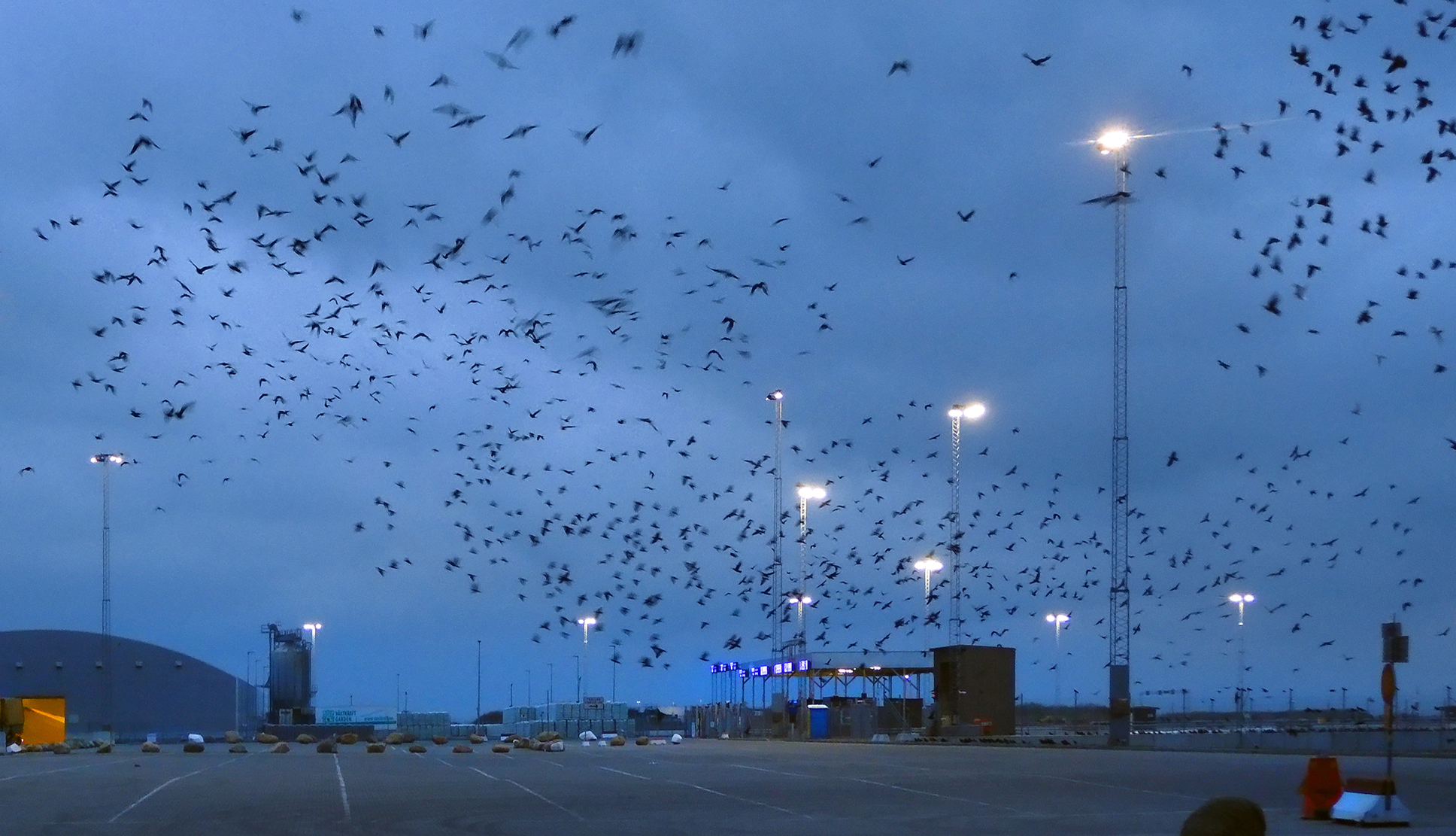
Kajan svärmar regelbundet med Råkan i stora flockar innan nattkvist

Liksom många andra arter i släktet kråkor är kajan intelligent, nyfiken och social, och är i allmänhet livligare och snabbare än de andra i sina rörelser. De kan uppträda oskyggt men är alltid vaksamma. En juvenil kaja kan ganska lätt göras tam och kan läras att härma ord eller att komma när man kallar på den.

#### Sociala beteenden
Den sociala hierarkin i kajflockar formas genom strider, undanträngning och hotfulla beteenden – varav flera har beskrivits. Exempelvis förekommer en kroppsställning där huvud och näbb vinklas uppåt och fågeln stryker fjäderdräkten tätt intill kroppen. Detta visar på lugn och självsäkerhet och används när fågeln är på väg in i födosökande flock. 
Ett annat exempel på hotfullt beteende är när kajan istället sänker näbben samtidigt som den reser fjädrarna på huvud och nacke. Ibland kombineras detta med att vingarna höjs något. Kajor utmanar ofta varandra på detta sätt. Det kan då sluta med att endera fågeln viker undan eller att de går i strid. En ytterligare hotfull kroppsställning är när fågeln håller kroppen vågrätt och sträcker fram huvudet. 
För att bli ännu hotfullare kan den även burra upp fjädrarna och sprida ut eller hålla upp vingarna. Denna ytterlighet används när kajor konkurrerar om bon eller honor. Om fågeln sänker huvud och näbb, sprider ut stjärtfjädrarna och burrar upp fjäderdräkten i allmänhet så uttrycker detta försvarsvilja. Undanträngning är när fågeln tränger sig på och knuffar undan en annan fågel från en sittplats. Den fågeln drar sig då oftast undan utan att ta strid. Kajor strider genom att kasta sig mot varandra med fötterna före och brottas med fötterna intrasslade i varandra samtidigt som de hackar varandra med näbben. De andra i flocken brukar då samlas kring de stridande och kraxa högt.
Genom att blotta nacken och burra upp huvudfjädrarna ber kajan sin partner att putsa dem. Putsningen utförs huvudsakligen på huvudet och nacken. Detta beteende förekommer nästan bara mellan häckande par.

### Föda

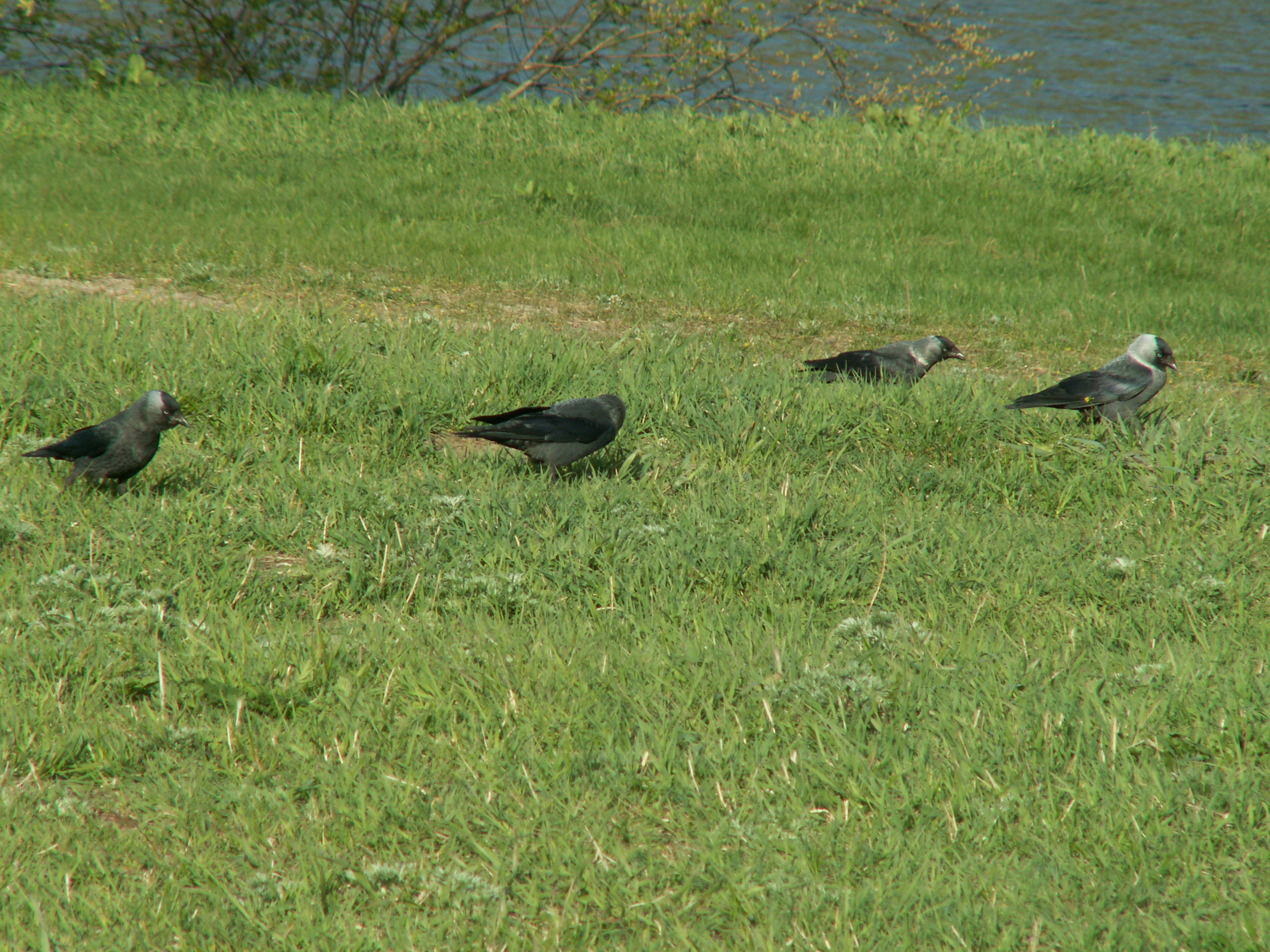
Kajor söker föda på en äng i Ryssland

Födosökandet sker framförallt på öppna markytor, men kajan söker också föda i träd, på sophögar, i soptunnor, på gator och i trädgårdar, helst tidigt på morgonen, när få människor är där. Den använder diverse olika metoder för att komma åt födan, till exempel hoppa, picka, undersökning av jorden med näbben och ibland grävning. Den fångar flugor runt komockor genom att hoppa upp från marken och ibland genom att sjunka ned snabbt från några meters höjd. Maskar kan den plocka upp från nyplöjd jord, men de kan inte dras ut ur sina normal gångar i jorden. Kajor kan rida på ryggen av får och andra däggdjur och söker då efter fästingar att äta och ull att använda till bobygge. I denna situation kan de också fånga flygmyror i flykten.
Jämfört med andra kråkfåglar tillbringar kajan mer tid med att undersöka och vända på saker med näbben. Så har den också en näbb som är rakare och mindre nedåtriktad och bättre binokulär syn, vilket är fördelaktigt för de som tillämpar denna födosökningsstrategi.
Kajan äter framförallt små ryggradslösa djur, upp till 18 mm stora, som den finner ovan marken. Bland djuren som den äter finns diverse arter av skalbaggar (särskilt ollonborrar av släktet Melolontha och larver och puppor av vivlar), flugor och fjärilar, liksom sniglar och spindlar. De äter också små gnagare, fågelägg och döda djur, till exempel sådana som dödats i trafiken. Bland vegetabilier som kajan äter finns säd från sädesfält (råg, vete och havre), ogräsfrö, fläderbär, ekollon och olika odlade frukter.  Undersökningar av muskelmagen på kajor som skjutits på Cypern under vår och sommar visade en diet bestående av spannmål (huvudsakligen vete) och insekter (framförallt cikador och skalbaggar). Dieten bestod till 84 % av växtmaterial utom under häckning, vid vilken huvudfödan utgjordes av insekter. En studie av kajors spybollar i södra Spanien fann att de innehöll betydande mängder smågrus av kiseloxid och kalciumkarbonat för att bidra till den mekaniska bearbetningen av födan och till kalciumintaget.
Kajan är skicklig på att utnyttja de olika möjligheter som dyker upp. Dess diet varierar betydligt alltefter vad som för tillfället står till buds. Det finns observationer av hur den tagit ägg och ungar ur andra fåglars bon, till exempel sånglärka, mindre lira, tordmule, sillgrissla, gråhäger,  klippduva, och turkduva. En fältundersökning vid en stor soptipp utanför staden León i nordvästra Spanien visade att kajorna letar efter mat där tidigt på morgonen och i skymningen och att de i viss mån stjäl mat från andra. 
Kajor delar med sig av mat sinsemellan. Initiativet till överföringen tas av givaren. Detta sker oberoende av kön och släktskap. De delar med sig mer av den mat de tycker bäst om. Hos de flesta fågelarter sker visst aktivt matgivande i samband med omvårdnad av ungar eller parbildande. Men kajor delar med sig mycket mer än vad som är dokumenterat för andra arter, inklusive chimpanser.

### Biotop
Kajan föredrar glesa lövskogar eller blandskogar, där det finns äldre träd med håligheter. Den återfinns ofta i närheten av mänsklig bebyggelse och om vintern samlas ofta större flockar i städer.

### Häckning

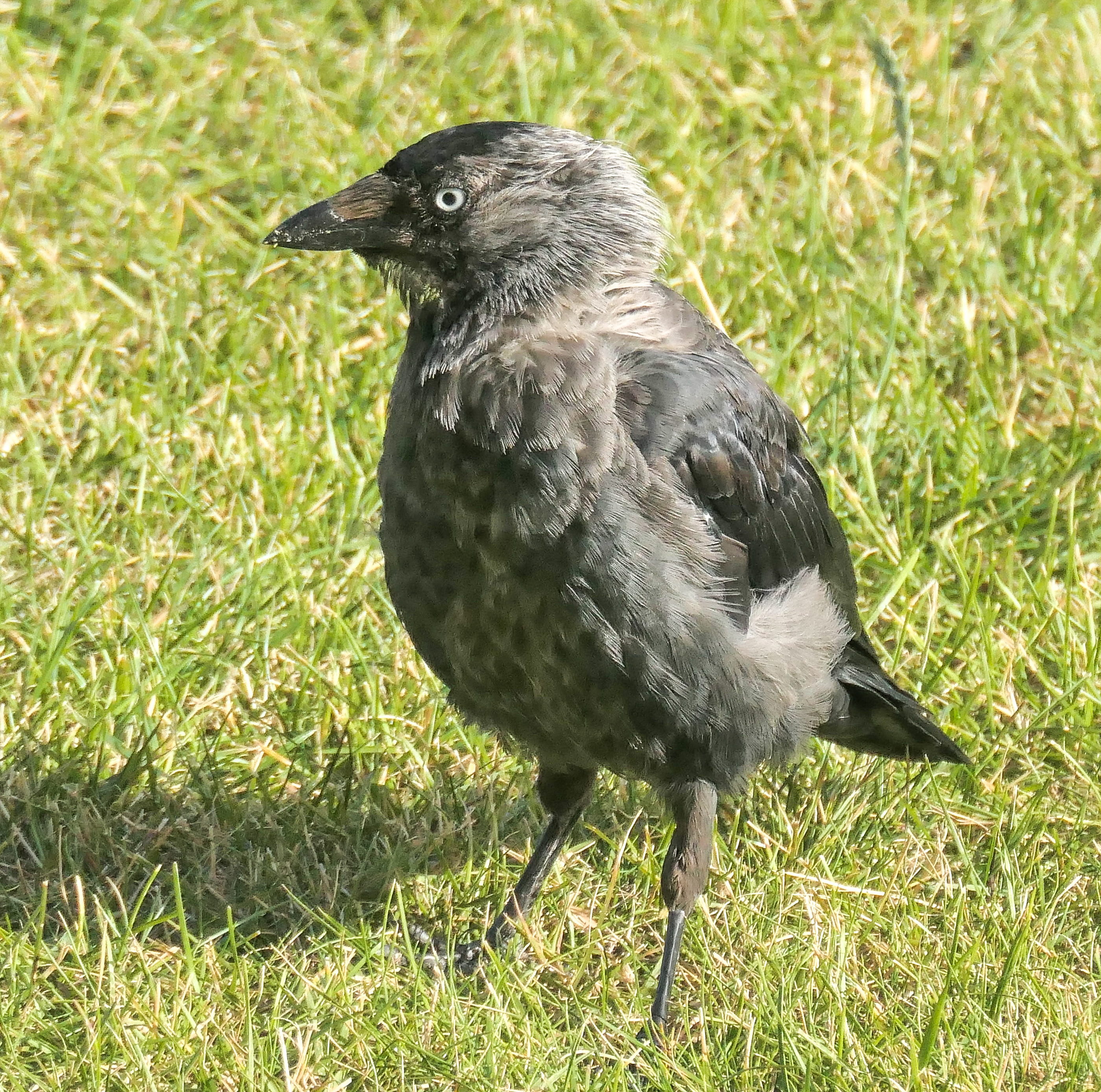
Kaja, ungfågel, letar maskar i stadspark.

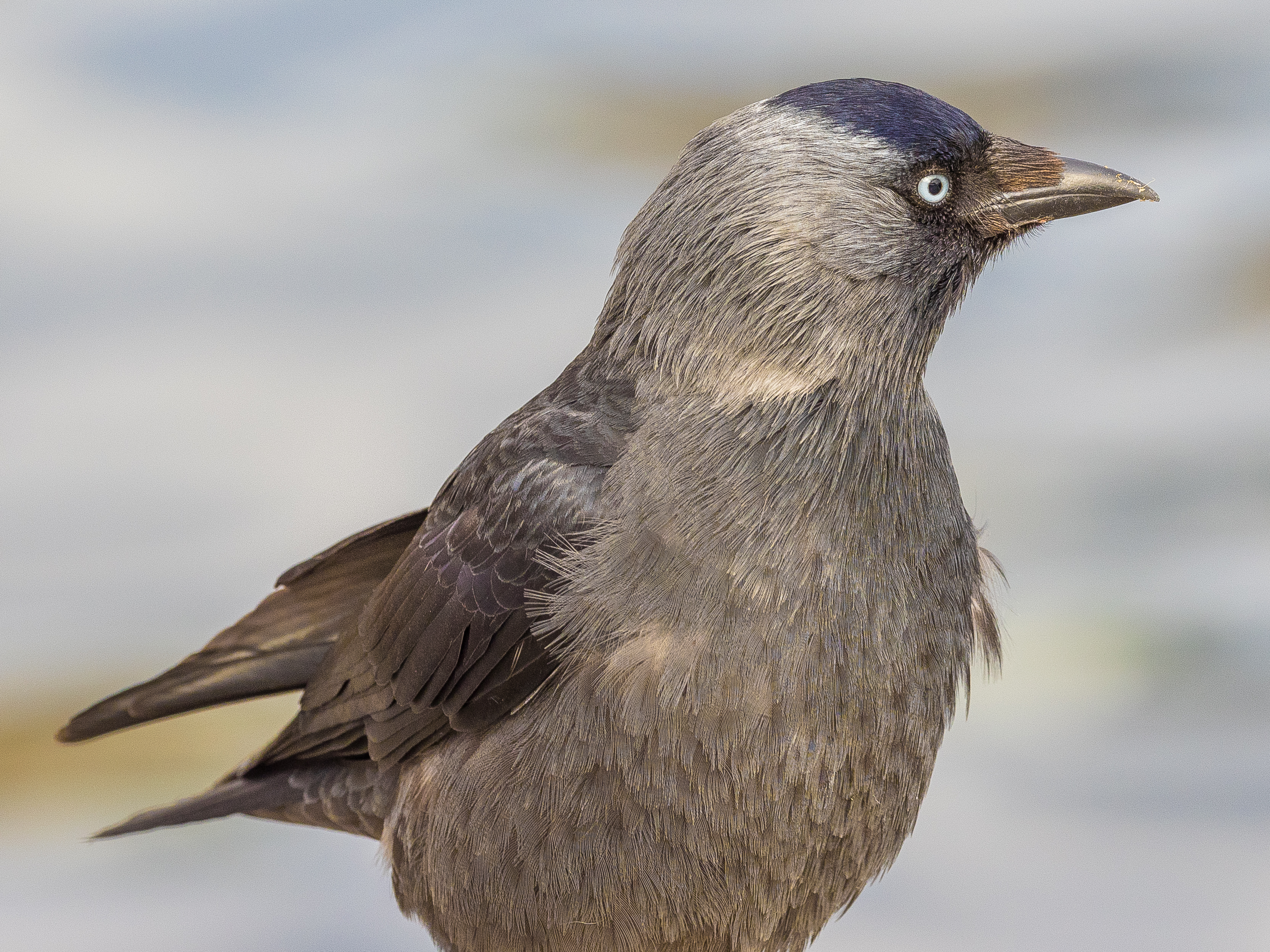
Årsunge

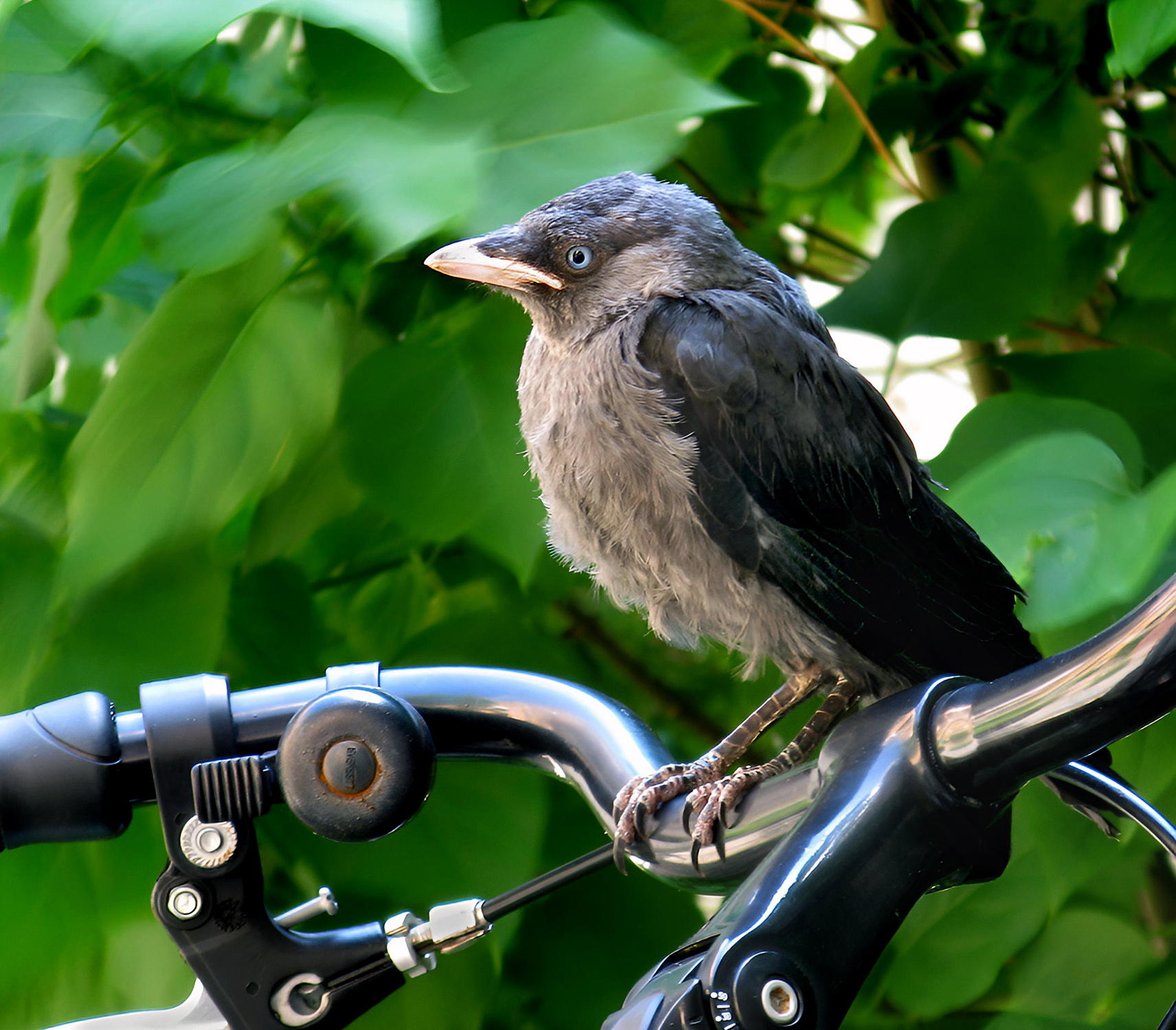
Kajunge cirka 40 dagar gammal, Ystad 2011

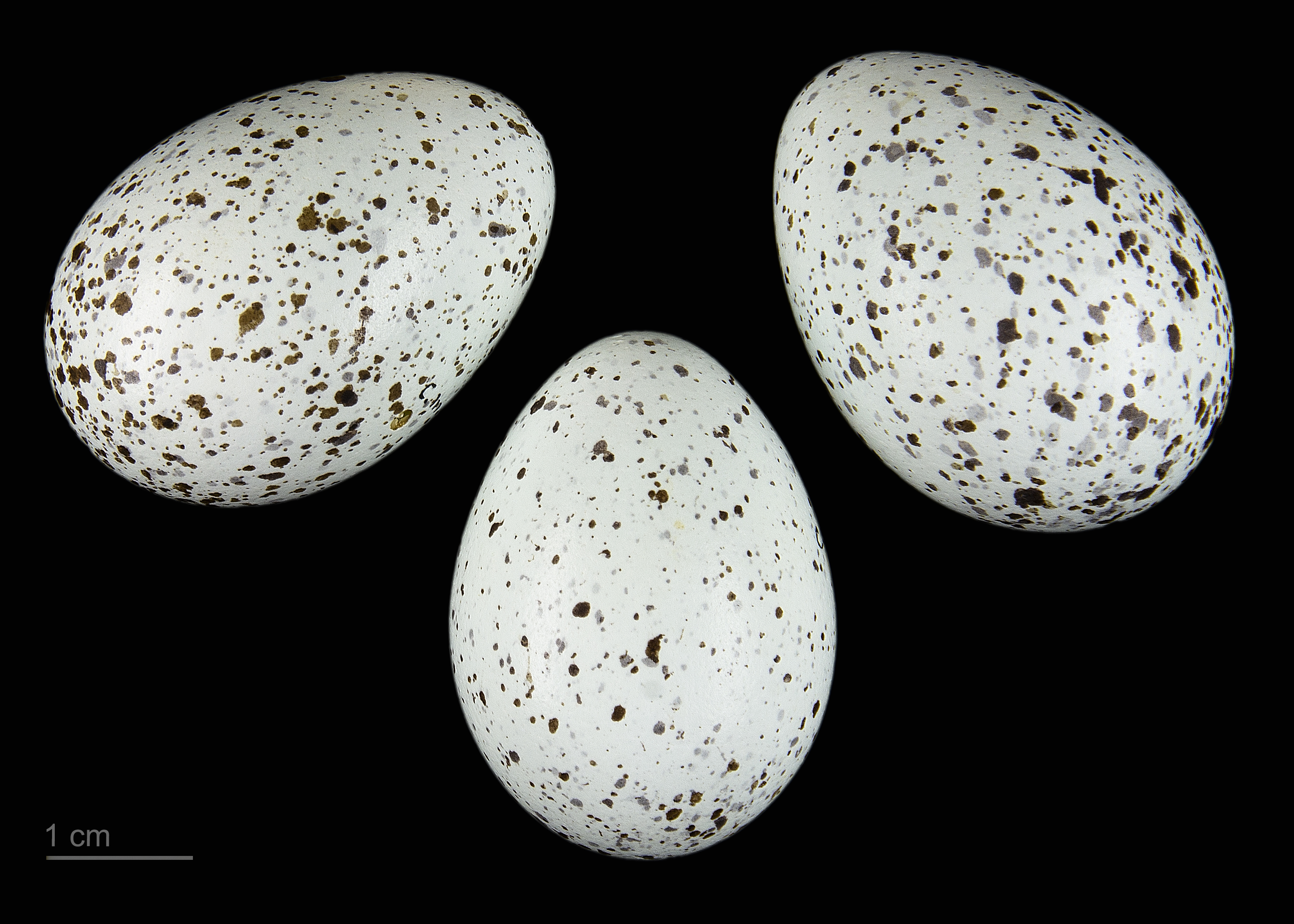
Coloeus monedula

Kajor häckar vanligen i kolonier med par som samarbetar om att hitta en lämplig plats att bygga bon på, som de sedan försvarar mot andra par och mot rovdjur under större delen av året. Kajan utnyttjar ofta existerande håligheter, till exempel hackspettshål eller skorstenar som bon, men placerar också sitt bo på klippavsatser, klippskrevor och liknande, i övergivna hus och ruiner eller om nödvändigt i träd. Det gemensamma särdraget för alla dessa ställen är att de utgör skyddade platser för boet. Tillgängligheten av lämpliga boplatser påverkar hur många kajor som finns på respektive lokal.
Boet byggs av kvistar och gräs, samt fodras med strån, hår och ull. Ofta påbörjas bygget genom att de släpper ned pinnar på den tilltänkta platsen. Själva boet byggs sedan på den plattform som därmed bildats. Detta beteende har ibland lett till att skorstenar blivit igenproppade och att bon ramlat ned i spisar. Ibland har fåglarna suttit kvar i boet när det ramlat ned. Boplattformen kan uppnå en avsevärd storlek. I boken The Natural History and Antiquities of Selborne skriver Gilbert White att kajor brukade bygga bo i skrevor under stenarna i Stonehenge. Han beskriver också hur en fågel bygger bo i ett kaninhål. I Holland har det hänt att kajor trängt undan kattuggla från sin boplats. Den kan också ta över gamla boplatser från spillkråka och skogsduva. Häckande kolonier kan också tränga undan alpkråka, men de kan också själva i sin tur bli undanträngda av större kråkfåglar, som råka, kråka och skata.
Äggen, som läggs i april-maj, är fyra till sju stycken, blekt blågröna, med glest placerade svartbruna och askgrå fläckar. Honan ruvar äggen i 17–18 dagar. Det tar ungarna cirka en månad att bli flygfärdiga, och under tiden matar både hane och hona dem med uppstött föda. Framåt hösten samlas kajorna i flockar, ofta tillsammans med råkor och kråkor. 
Kajor blir könsmogna under sitt andra levnadsår. Genetisk analys av par och deras avkomma visar inga tecken på befruktning utanför det häckande paret och det finns mycket få indikationer på att par delar upp sig ens efter flera misslyckade häckningsförsök. Några par separerar under de första månaderna, men nästan alla par som varit tillsammans mer än sex månader håller ihop resten av livet och skiljs åt först när en av dem dör. Den kaja som blir ensam kvar far illa; ofta blir den utkastad från boet eller reviret och oförmögen att föda upp ungar i sin ensamhet.

## Status och hot
Arten har ett stort utbredningsområde och en stor population med stabil utveckling och tros inte vara utsatt för något substantiellt hot. Utifrån dessa kriterier kategoriserar internationella naturvårdsunionen IUCN arten som livskraftig (LC). I Europa tros det häcka mellan knappt 10 och 20,8 miljoner par. Eftersom Europa motsvarar ungefär hälften av kajans utbredningsområde kan därför världspopulationen mycket preliminärt uppskattas till mellan 30 och 84 miljoner vuxna individer.
I Sverige anses kajans bestånd vara livskraftigt och den ökar i antal. 2018 uppskattades det svenska beståndet till 199 000 par. 2021 uppskattades det europeiska beståndet till 24 700 000 vuxna individer.

## Etymologi
De i Skåne, Halland och Blekinge förekommande dialektala orden alika och aleka (jämför danskans allike) för kaja kommer från lågtyska. Varifrån uttrycken fyllekaja och full som en alika härstammar är omdiskuterat. I Skåne och Blekinge har alika använts som skällsord för "ett dumt och elakt fruntimmer". I sydsvensk dialekt har uttrycket dum som en alika förekommit, vilket överensstämmer med liknande engelska uttryck. Ordet kaja kommer av lätet, liksom korp och kråka.

## Folktro
I svensk folktro betraktas kajan som en varslande fågel. Många kajor som uppträder vid ett och samma tillfälle förebådar krig, pest eller annan epidemi. Kajor som skriker på kvällstid varslar om regn.